# 原田城
原田城（はらだじょう）は、大阪府豊中市曽根西町及び原田元町付近にあった日本の城（平山城、丘城）。豊中市指定史跡。

## 概要
原田城は原田村を中心に活躍していた土豪原田氏の居城で、小規模な「城館」となっている。摂津では富松城、吹田城、鷹尾城、安威城と安威砦、山下城、野田城（福島城）など2ヵ所1城とする城が多く見られるが、原田城も「北城」と「南城」の2つの城から成り立っている点が特徴として挙げられる。
原田城跡は昭和62年（1987年）9月1日に豊中市指定史跡に指定された。また平成19年（2007年）12月5日に国の登録有形文化財に登録された「旧羽室家住宅」の庭園の一部に原田城の土塁跡があり、築山として利用されている。

## 沿革
原田城の創建年代については永らく不明であった。「北城は15世紀ごろに築かれ、16世紀後半まで存在していた」とされていた。北城は新しく戦闘用の城、南城は古く居館的役割なのではないかとしていた。しかし、その後平成21年（2009年）発行の『豊中市史 第1巻』によると、「発掘成果によれば、南城が築かれたのは北城よりも遅い16世紀後半であることがわかった。北城については14世紀ごろからの遺構が確認でき、このころから築城されはじめたと推測される」としている。原田城は数次に渡り発掘調査が実施されており、それらと比較して築城時が明確になった。
興国5年/康永3年（1344年）に、六車郷付近に原田兄弟が国人として働いているとの記載があることから(『師郷記』)、原田氏は14世紀中ごろから有力者として実在し、原田城を拠点としていた。その後原田氏は摂津守護である細川氏の家臣団に組み込まれていく。
原田城の史料上の初見は、応仁の乱の時で西軍の大内政弘が池田城を攻めた時に、「原田城その外所々」（『夜久文書』）と東軍の夜久主計が粉骨したことへの細川勝元の感状が残っている。この感状にある原田城とは、北城のことか南城のことかは解らないが、応仁の乱にかかわり重要な役割を果たしていた。

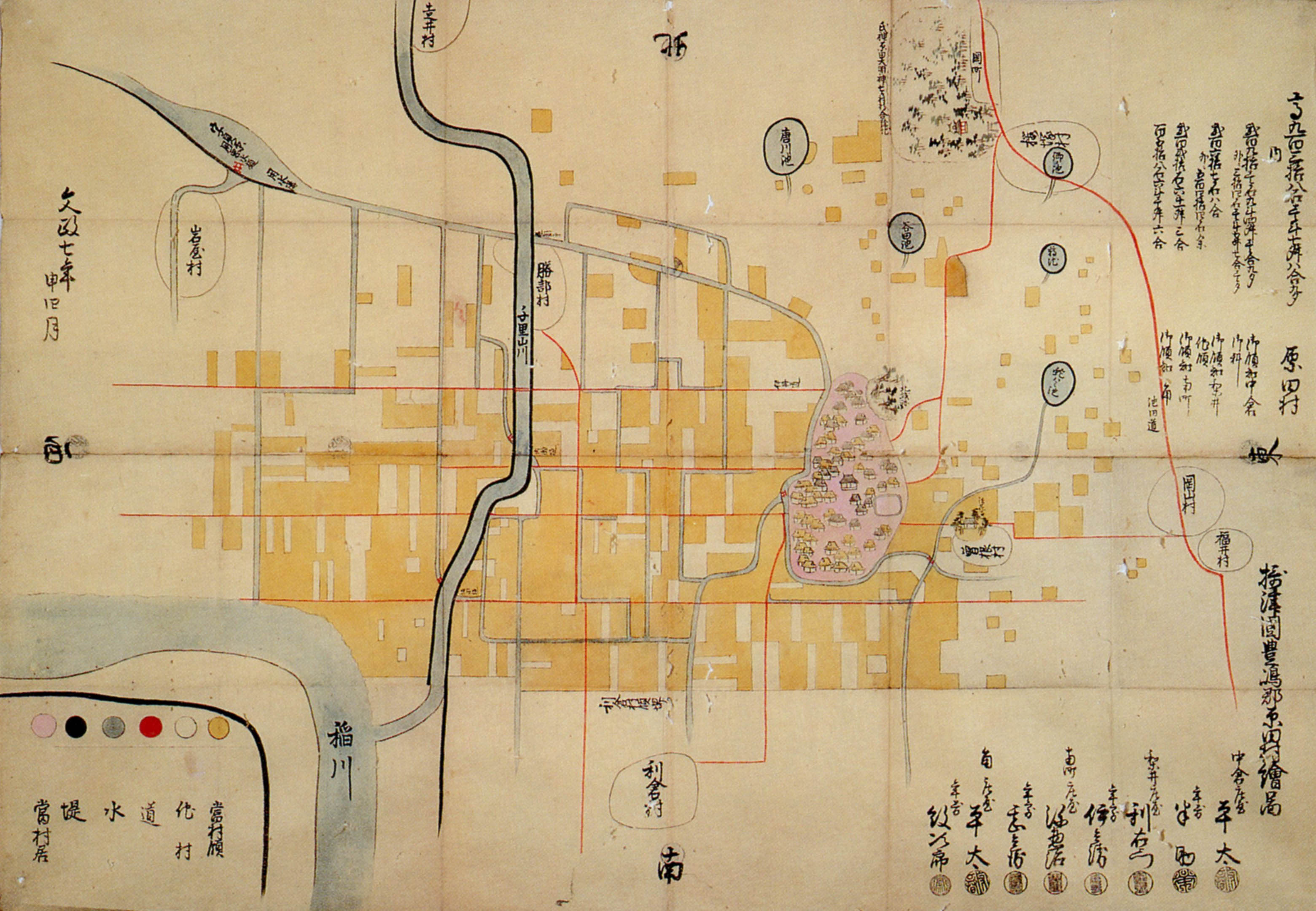
文政7年原田村絵図/原田郷中倉文章

天文10年（1541年）11月4日、木沢長政軍は三好長慶がいる越水城を攻囲する一方、原田城を攻城している（『足利季世紀』）。
この時の状況は太平寺の戦いも参照。
その後天文16年（1547年）2月20日、原田城は細川晴元軍3万兵の攻撃をうけ、陥落、開城した。この時城主となっていたのが三好長逸ではないかとしているが（『摂津志』）、『日本城郭大系』では「当時の城主はわからない」としている。
この時の状況は舎利寺の戦いも参照。

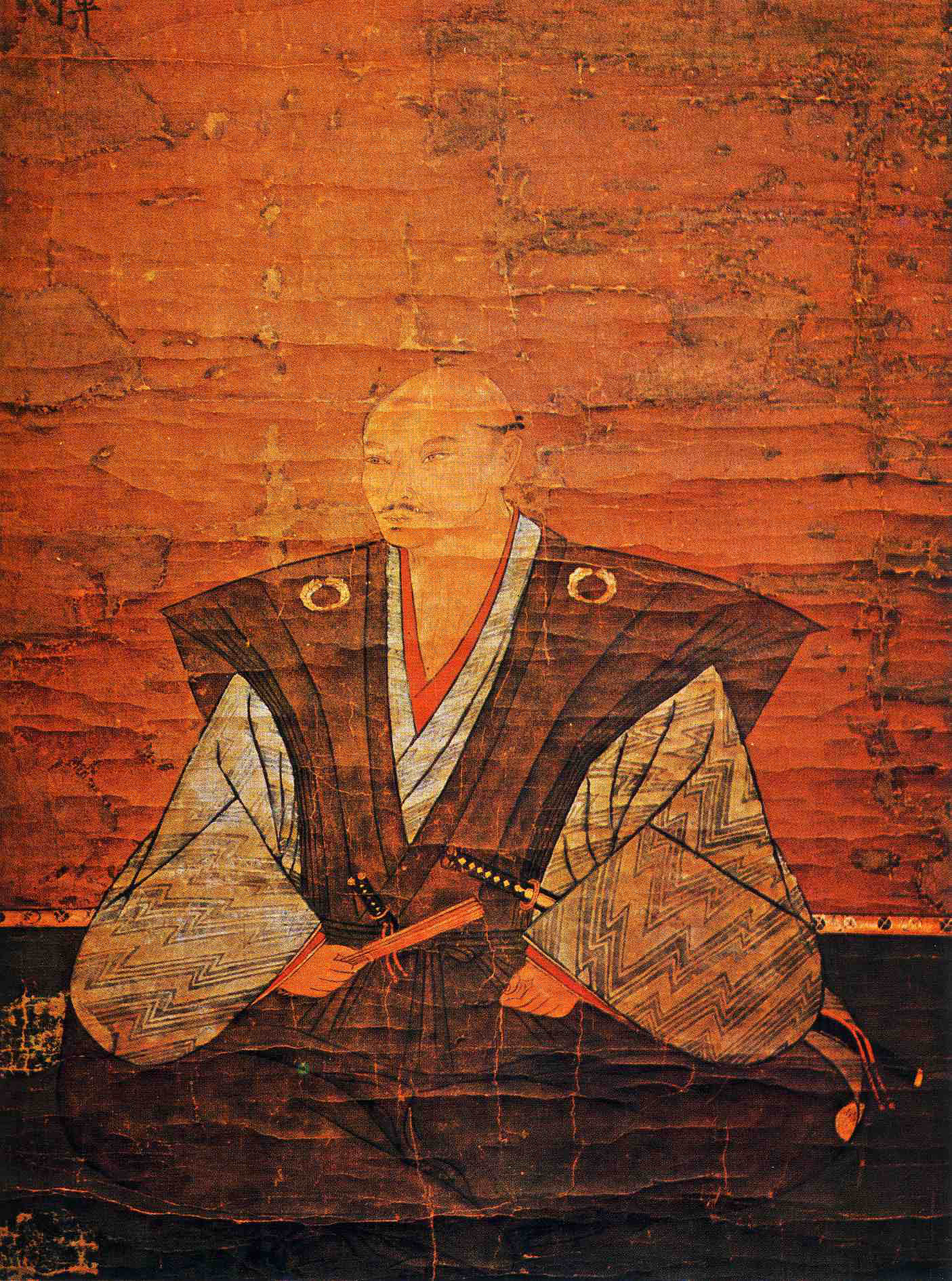
中川清秀像（茨木城城主）/梅林寺所蔵

この攻撃で北城は廃城し一旦荒廃していったと推察されている。発掘調査で南城が16世紀の後半に掘削されていることから、原田氏は以降南城を中心に活動していたとみられる。
有岡城の戦いでは、原田城を古田重然や中川清秀ら織田信長軍が伊丹城の攻城戦の砦として活用したらしく、平成6年（1994年）の発掘調査から一旦廃城になっていた北城を復興させ、大改修が行われた事が明らかとなった。
廃城は慶長年間で、原田氏の多くは豊後岡城に移っていき、北城、南城とも荒廃し、現地には土塁と堀跡だけが残された。
天保2年（1831年）、「当時北之城跡字城之堂、字弐ノ丸、南ノ城跡字古城ト申、雑事畑ニ相成御座候、併郭中郭外之堀跡、古松なく少なく面影は残り御座候」（『摂津国豊嶋郡原田四株指出明細帳』）と記されているので、幕末にはわずかながらも面影程度は残っていたようである。
| 鎌倉時代-1547年（天文16年）頃 | 1547年（天文16年）-1578年（天正6年）頃 | 1578年（天正6年）-慶長年間 | 慶長年間以降 |
| ----------------------------- | -------------------------------------- | -------------------------- | ------------ |
| 北城のみ                      | 南城のみ                               | 北城と南城                 | 廃城         |

## 城郭

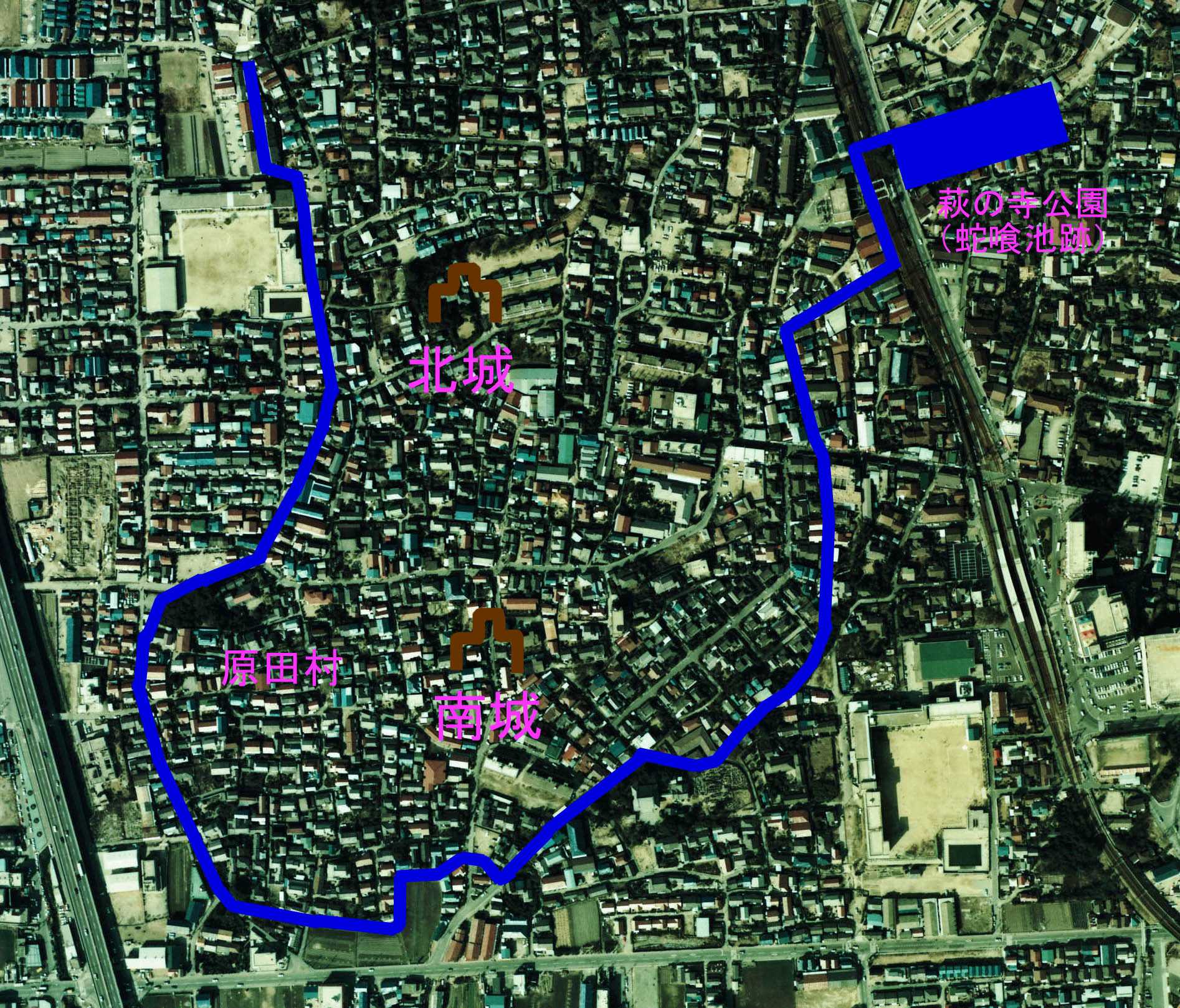
原田城跡周辺図/

原田城は、豊中台地の南西部の丘陵にあり、平野を一望できる位置に立地する。北城は南北140m、東西120mあり、［ヨ］字状に外堀が巡らされている。有岡城の戦い時には幅15m、深さ5mの内堀があり、大規模な改修を行い守りを固めた。主郭の内側には1.5m-2.8m、幅5-10mの土塁が現在も残っているほか、東と南側にも土塁の痕跡が確認できる。また発掘調査からは、礎石痕や柱穴が確認できており、土豪の居館にふさわしい屋敷が建てられていた可能性がある。また3度にわたる焼土層が確認できていることから、火災にあったことが考えられる。

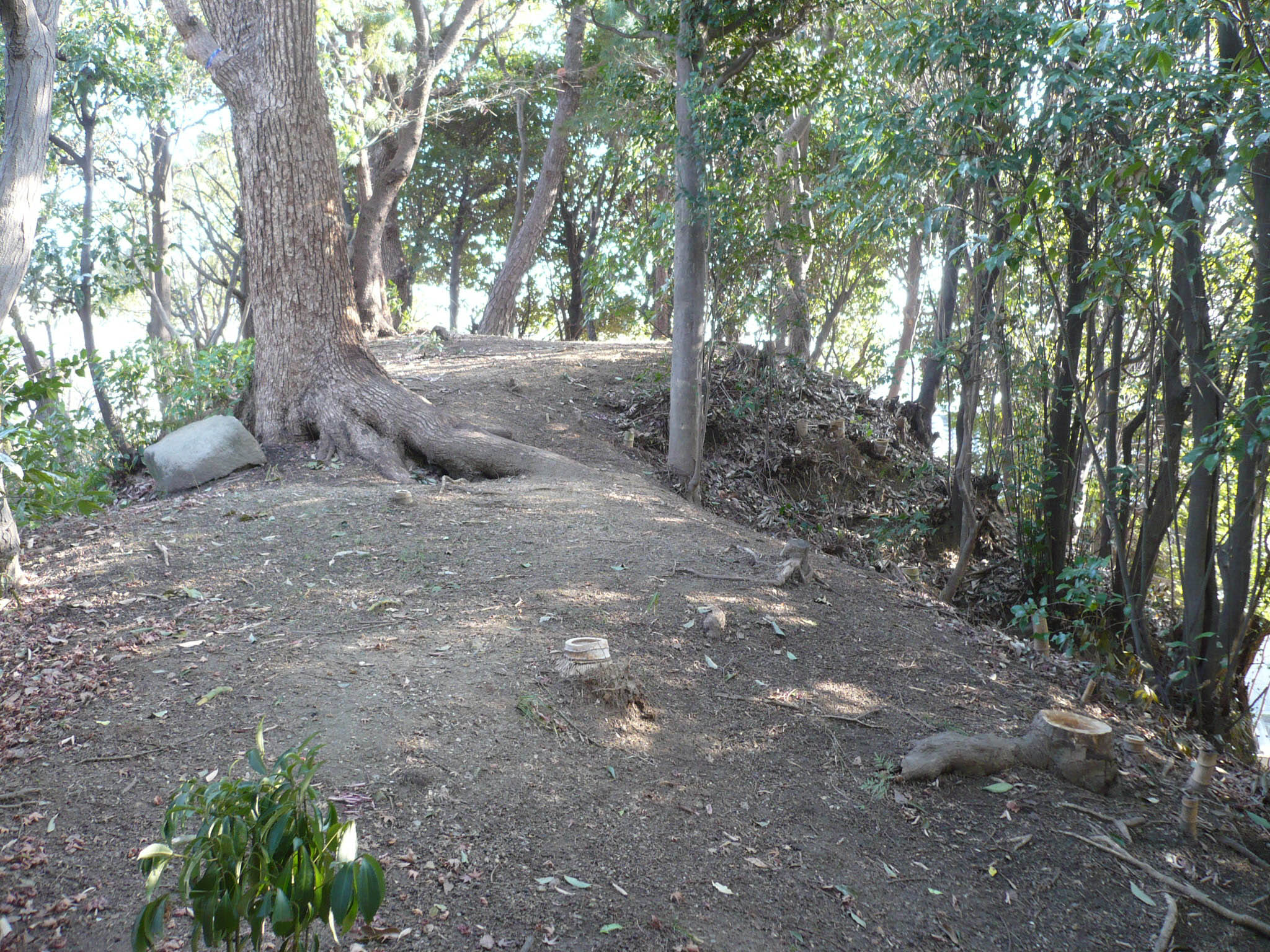
原田城の土塁跡
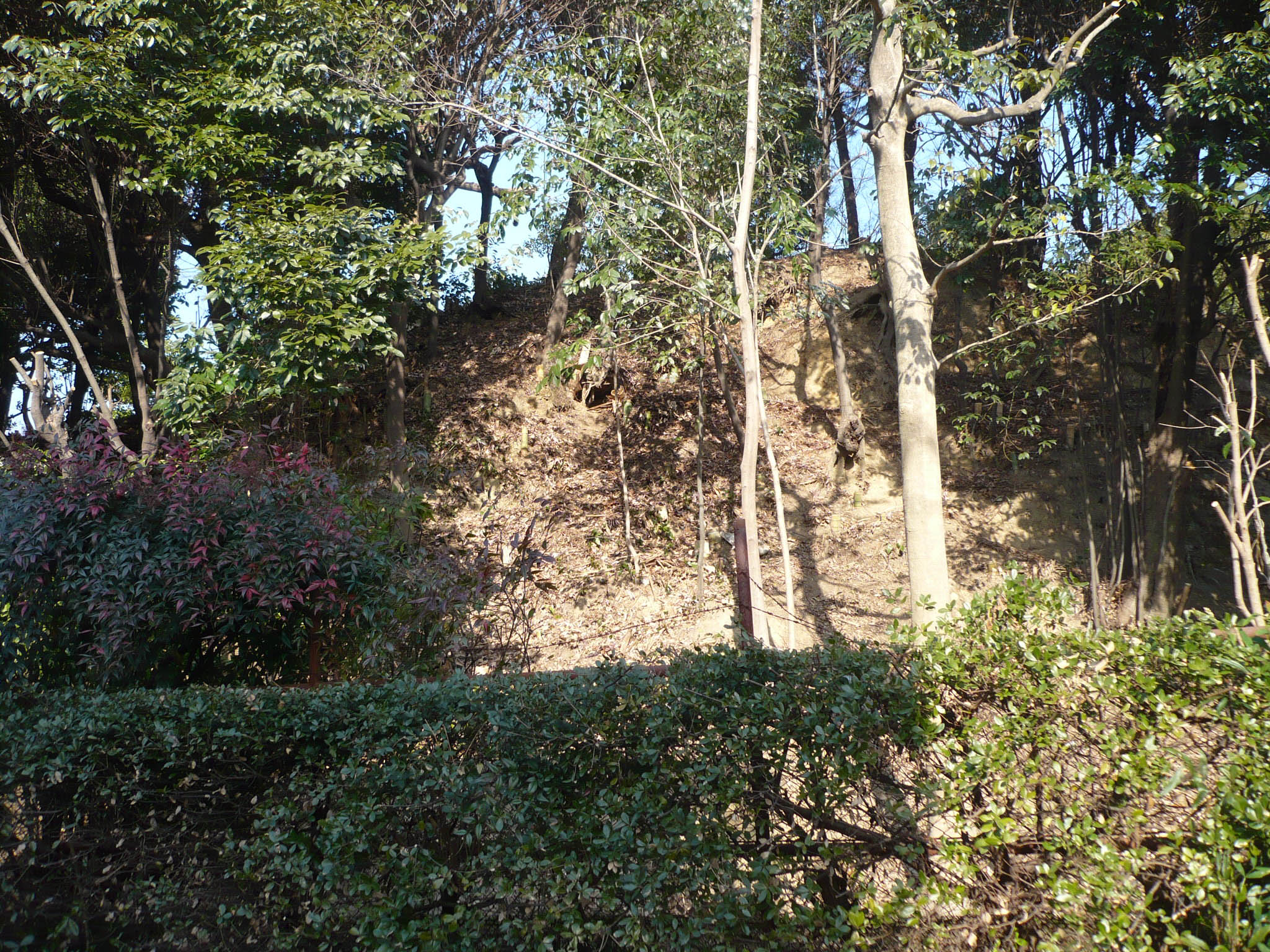
原田城の土塁跡
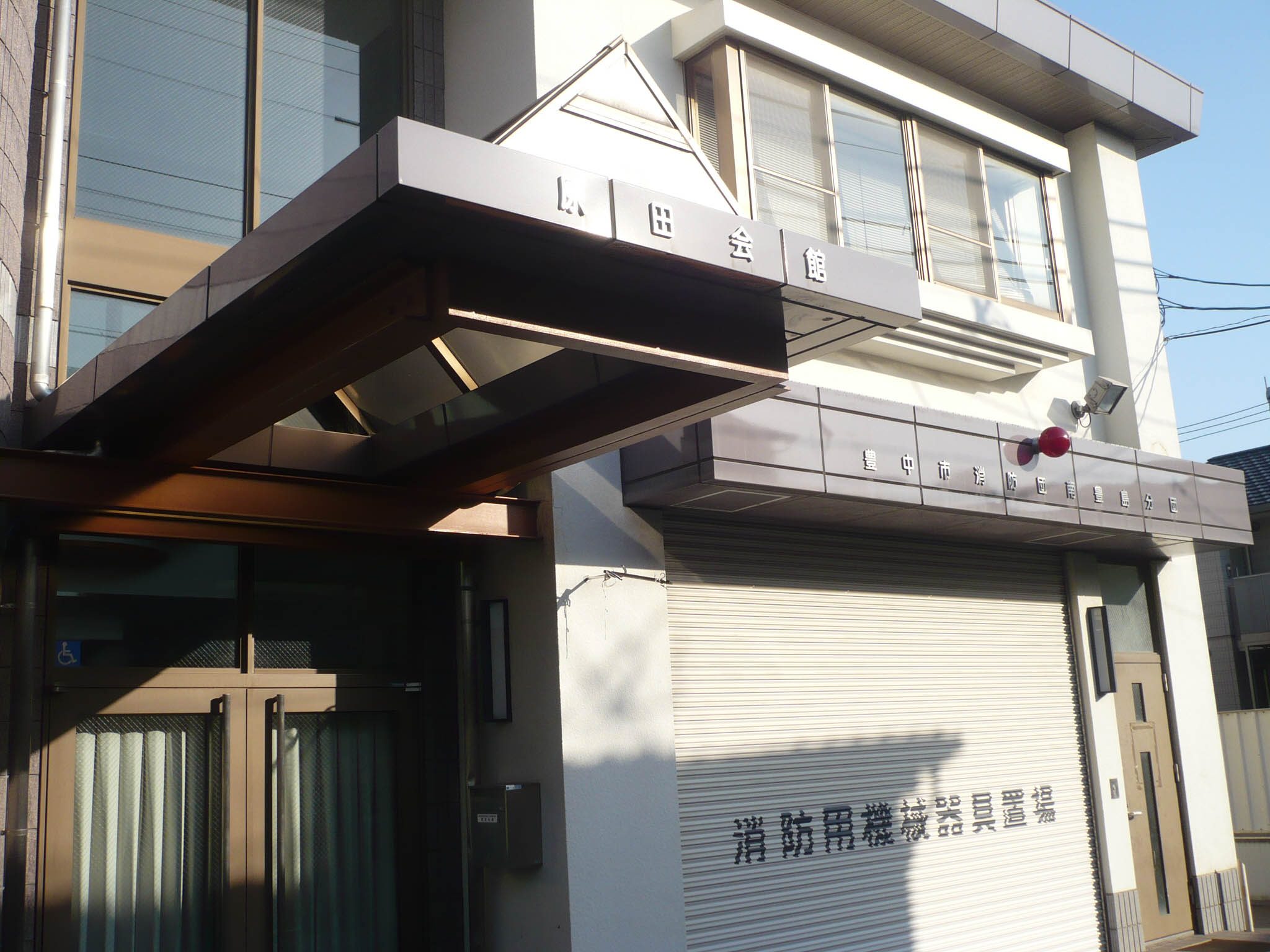
南城の中心地（原田会館）

### 原田村と誓願寺

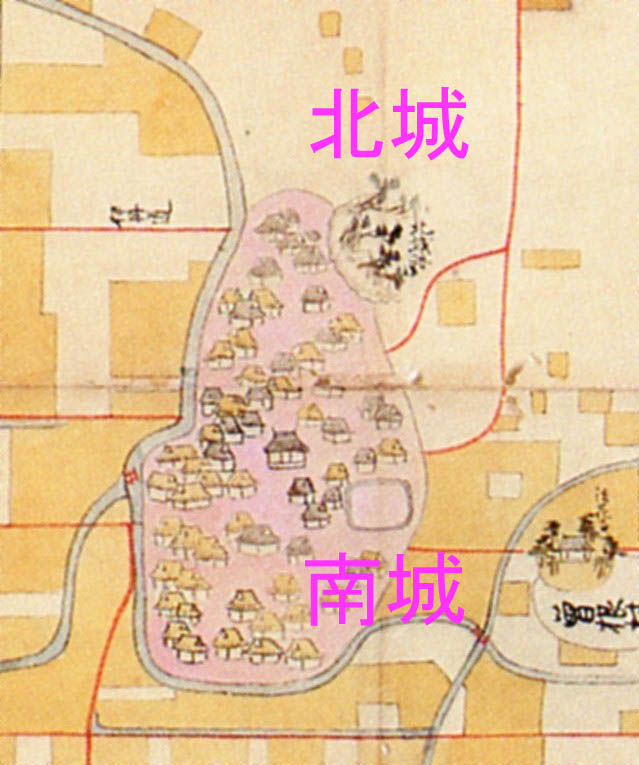
原田村絵図の原田城部分拡大図

北城と南城の西側に原田村が位置している。原田村の中心地に誓願寺がある。誓願寺は浄土真宗の寺院で文亀元年（1501年）に地元衆によって創立されたと伝えられている。天文の錯乱の時に細川晴元軍と本願寺軍は争乱となったが、原田城は本願寺軍の一部として戦ったことから、本願寺と原田城との関係は深いと考えられている。誓願寺と村との結びつきは早くから密接なものがあったと推察されている。憶測すれば、原田村は誓願寺の寺内町として編成されたということも考えられなくはないであろうとしている。
また原田村の西側には鍵の手形の道路が多い。このような道路の形状は城下町や寺町の特有のもので、中世の末期に原田村が形成された。原田村自身は以前より存在していたが、現在の形状とは違ったものであった。

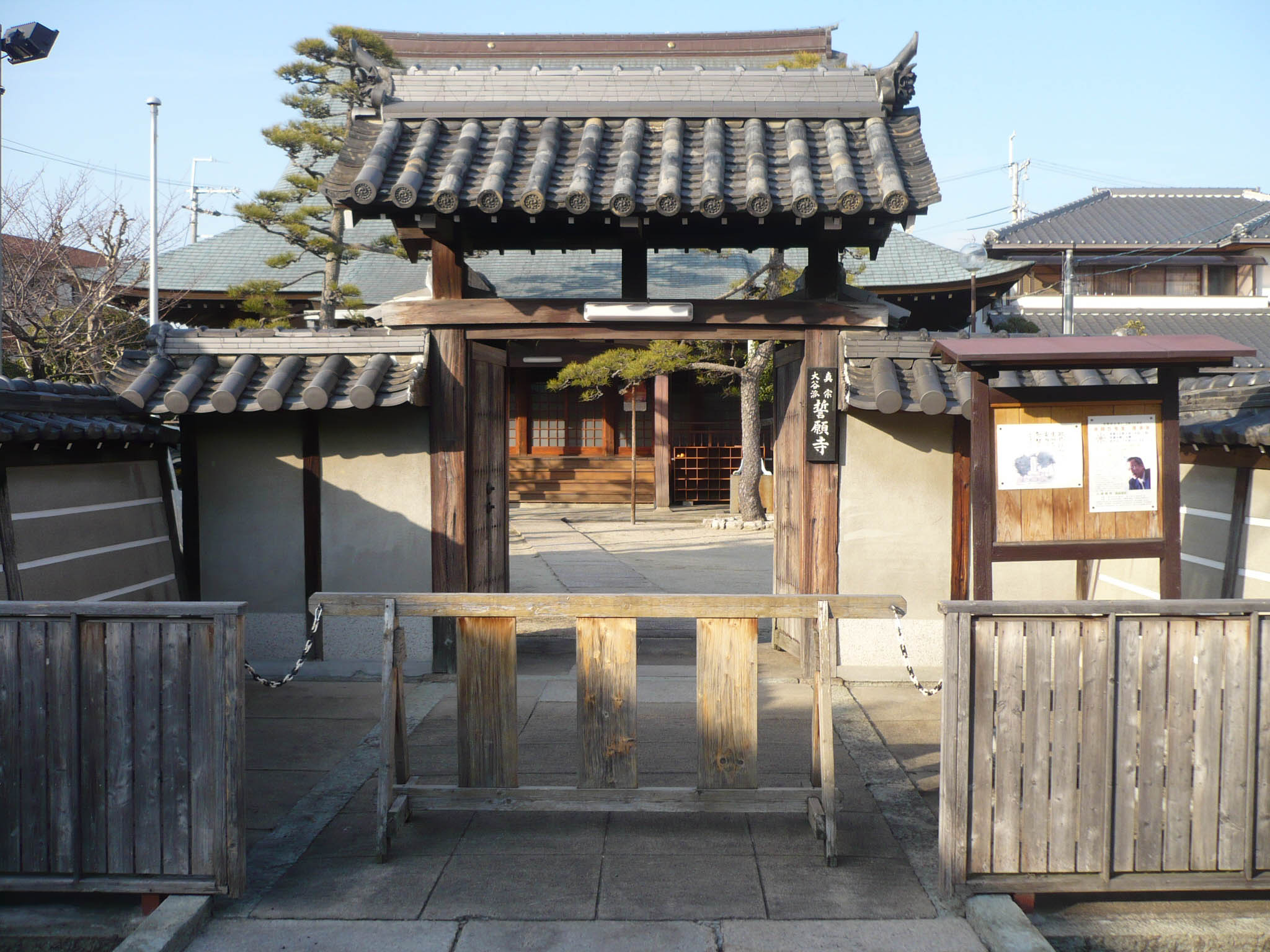
誓願寺の山門
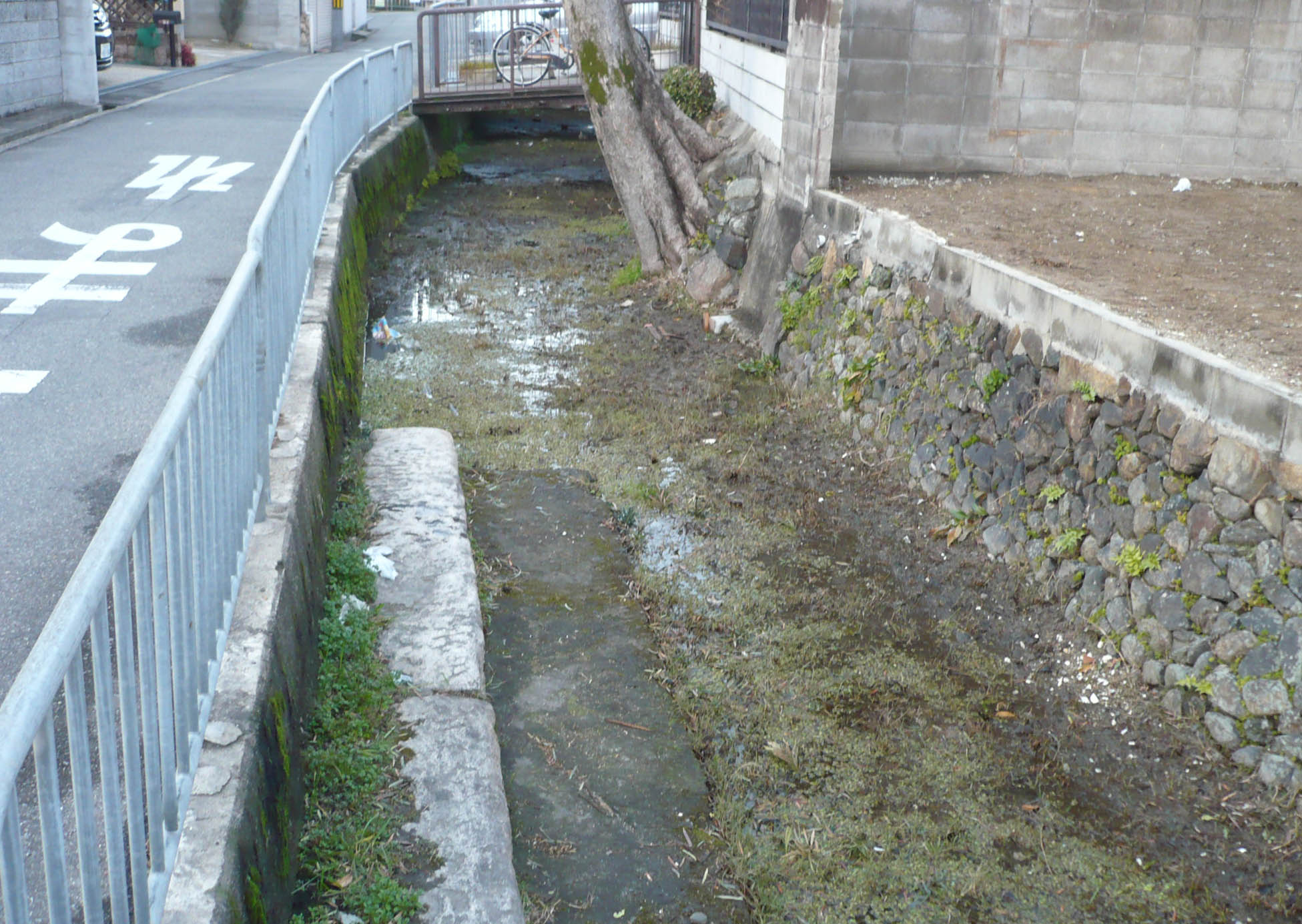
原田村への基幹水路「原田井」。（九名井ともいう。）
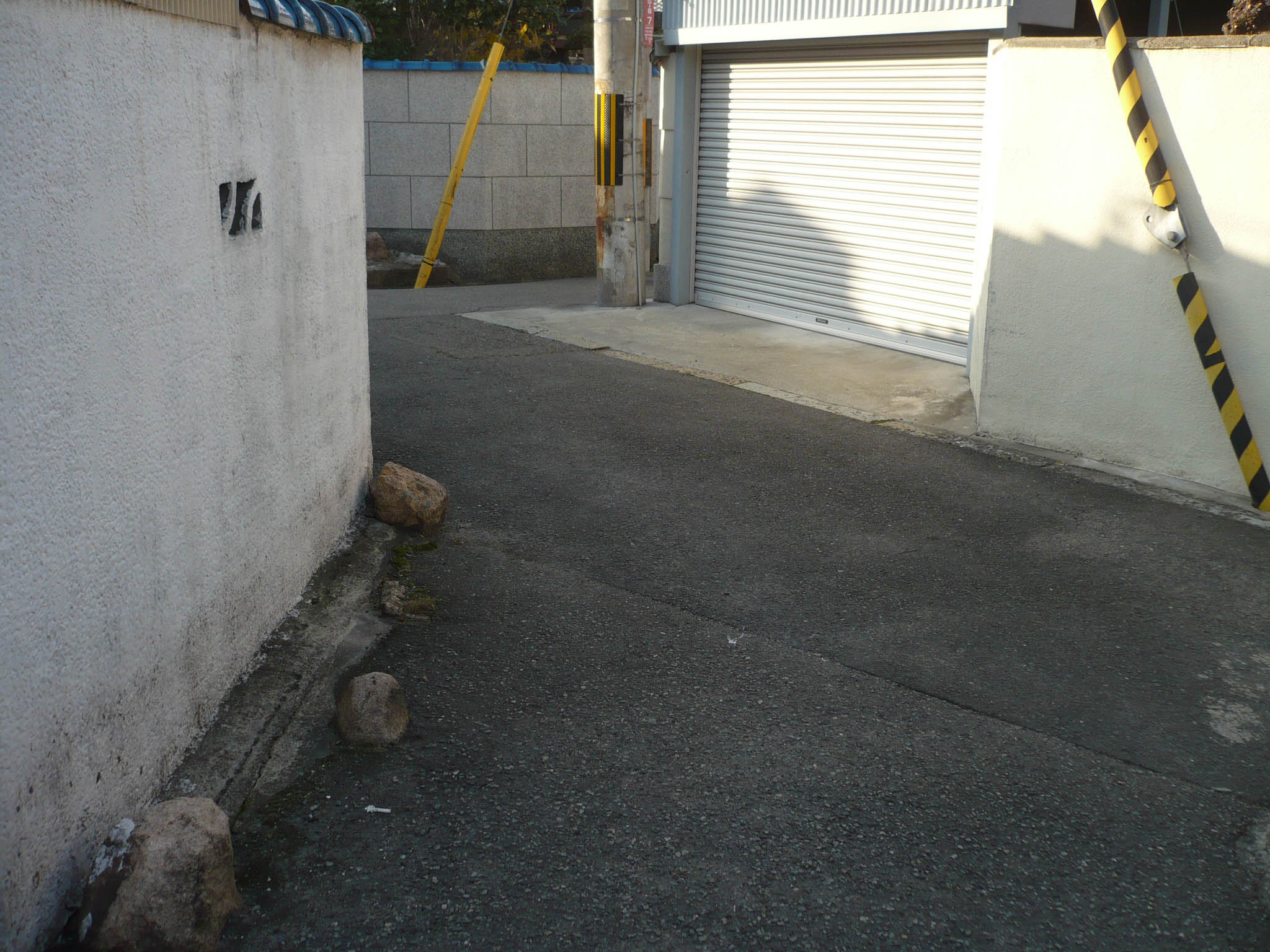
原田村をはしる鍵の手状道

## 施設情報
原田しろあと館

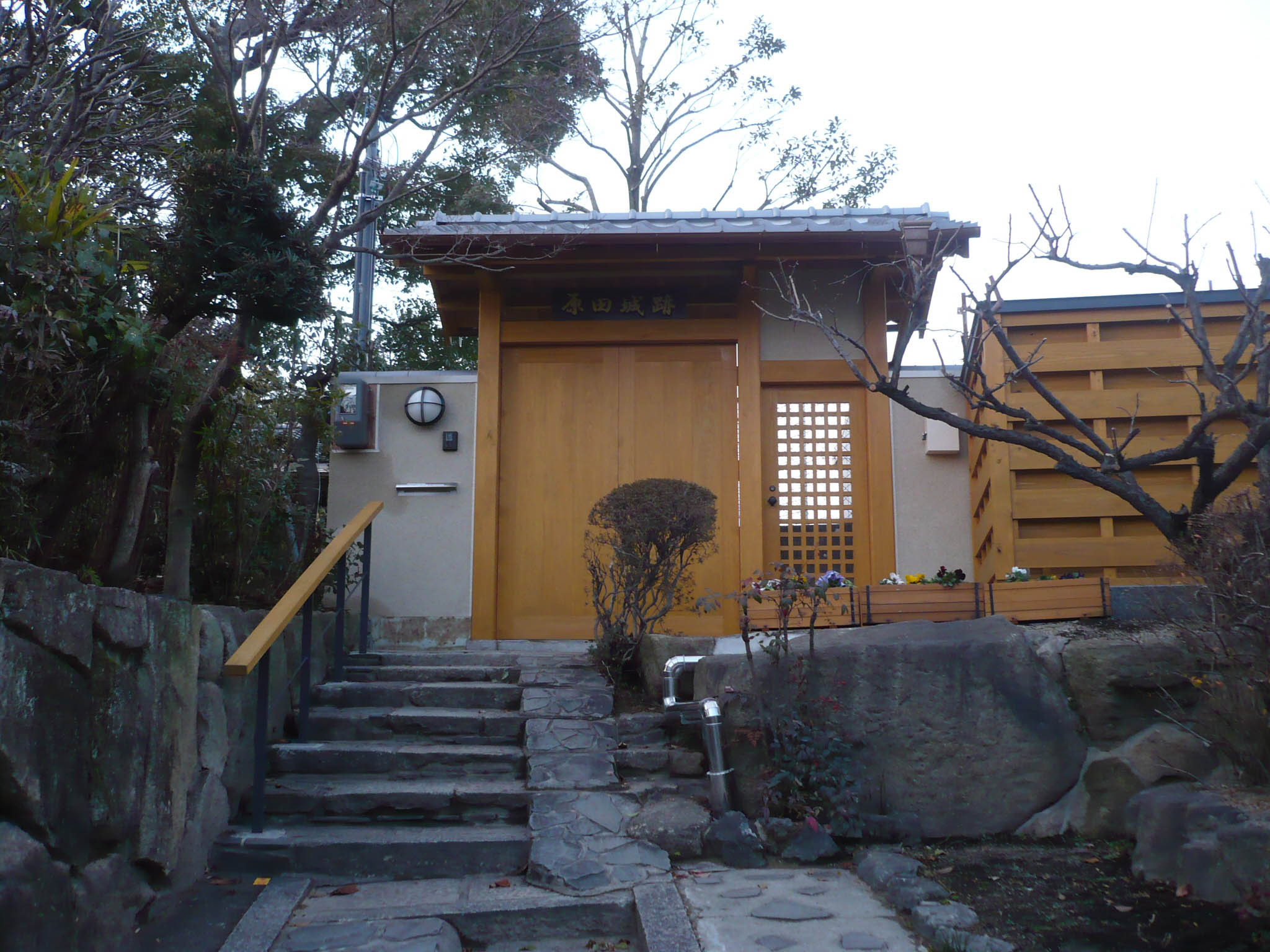
原田城の復興虎口

原田城及び旧羽室家住宅は豊中市教育委員会から委託を受けているNPO法人とよなか・歴史と文化の会が管理・運営を実施し、入場、見学が可能となっている。
- 毎週土、日曜日
- 午後12時 - 午後4時（午後3時30分までに入場）
- 入場料は無料
- 小学生未満は保護者同伴

## 城跡へのアクセス
- 鉄道でのアクセス
  - 曽根駅（阪急宝塚本線）下車
  - 徒歩約7，8分
- 車でのアクセス
  - 阪神高速道路11号池田線豊中北出入口→大阪府道10号
  - 周辺に駐車場なし